# Crinipellis corticalis
Crinipellis corticalis är en svampart som först beskrevs av Jean Baptiste Desmazières, och fick sitt nu gällande namn av Singer & Clémençon 1973. Crinipellis corticalis ingår i släktet Crinipellis och familjen Marasmiaceae.   Inga underarter finns listade i Catalogue of Life.